# Port Anson
Port Anson es un pueblo canadiense situado en la provincia de Terranova y Labrador.

## Superficie
Port Anson tiene una superficie de 7,72 km².

## Demografía
En 2021, tenía 42 habitantes, una densidad poblacional de 5,4 hab./km², y 72 viviendas.